# Rókusfalvy Pál (műsorvezető)
Rókusfalvy Pál (Budapest, 1964. szeptember 13. –) kommunikációs szakember, borász, kormánybiztos.

## Életpályája
Még középiskolai évei alatt megszervezte a Stúdium Dixieland zenekart. 1982–1992 között zenekarával bel- és külföldön lépett fel. 1983-ban megnyerték a Ki mit tud? versenyt. 1983–1986 között a Budapesti Tanítóképző Főiskola hallgatója volt. 1986-ban az Egri Tanárképző Főiskola hallgatója volt. 1986–1989 között általános iskolai tanár volt. 1991–2000 között a Danubius Rádió szerkesztő-műsorvezetője volt. 1991 óta a Roxer Reklám ügyvezető igazgatója. 1995-ben a TV3 szerkesztő-producere volt. 1997–2000 között a Danubius Rádió Rt. ügyvezető igazgatója volt. 2000-ben megalapította a Rókusfalvy Pince Kft.-t, melynek ügyvezető igazgatója. 2000–2002 között a Roxy Rádió tulajdonosa volt. 2002-ben Etyeken vendégfogadót nyitott. 2003–2008 között az Etyeki Borút alelnöke volt. 2007-2009: a Jazzy Rádió szerkesztő-műsorvezetője. 
2003 óta dolgozik a Kárpát-medence és szűkebben az Etyek-Budai térség turisztikai és bormarketingjéért.
2003-2012.: Tíz alkalommal rendezte meg az Etyek Pincefesztivált (minden év májusa)
2003-2012.: Tíz alkalommal rendezte meg az Etyeki Kezes-lábost (minden év szeptembere) 
2007.: Megalapította a Borászok Borászát és a díjat gondozó Vinum Praemium Alapítványt
2013 óta: Társszervezőként dr. Prónay Bencével évente megrendezi a Borkonferenciát.
2019 óta: Társszervezőként dr. Prónay Bencével évente megrendezi a Pezsgőkonferenciát.  
2012-2021: Életre hívta és évente négy alkalommal rendezte meg az Etyeki Piknik rendezvénysorozatot. 
2022. július 1-jétől az ötödik Orbán-kormány nemzeti bormarketingért felelős kormánybiztosa.

## Magánélete
Szülei: Dr. Rókusfalvy Pál (1931–2024) pszichológus, egyetemi tanár és Veress Ilona külkereskedelmi levelező. Testvérei: Szilvia (1956), András (1958), Ildikó (1960), Ilona (1968), Gábor (1975). Felesége Dr. Rókusfalvy-Kun Ildikó. Négy gyermeke van: Rókusfalvy Lili (1990) műsorvezető, Pál (1992) borász, Janka (2007) és Luca (2011).

## Lemezei
- Exactly Like Us (1991)

## Műsorai
- Traffic Jam (1991)
- Fogadjunk (1994)
- T-Ma (1996)
- Befutó (1996)
- Hovatovább! (2000-2001)
- Családi kör (2020)

## Művei
- Egy ital mellett (interjúkötet, 2008)